# Henny Lie
Henny M. Lie (* 5. února 1945) je norská fotografka.

## Životopis
Lie vystudovala soukromou uměleckou školu Parsons School of Design v New Yorku. Také studovala na Škole umění a designu v Bergenu a Vestlandske Kunstakademi.
Henny Lie má za sebou několik samostatných výstav a účastnila se kolektivních výstav v Norsku a v zahraničí. Zúčastnila se také každoroční umělecké výstavy Høstutstillingen v letech 1978–1980 a 1990–1991.